# Савка Степан Романович
Степа́н Рома́нович Са́вка (позивний — Афган; Крим — жовтень 2022) — український військовослужбовець, старший сержант 44 ОАБр Збройних сил України, учасник афганської та російсько-української воєн. Кавалер ордена «За мужність» III ступеня (2022).

## Життєпис
У Сімферополі здобув вищу освіту в будівельній галузі.
З Криму переїхав на Львівщину у 2002 році з дружиною та донькою. До війни працював у Львові за фахом.
Учасник АТО. Загинув у жовтні 2022 року в ході повномасштабного російського вторгнення.

## Нагороди
- «За мужність» III ступеня (27 травня 2022) — за особисту мужність і самовіддані дії, виявлені у захисті державного суверенітету та територіальної цілісності України, вірність військовій присязі[1].